# 605号州际公路 (华盛顿州)
605号州际公路（英語：Interstate 605, I-605）是华盛顿州一条规划中的州际公路，是5号州际公路的辅助线。目前没有进行中的项目被指明是605号州际公路，不过18号华盛顿州州州道正在被扩建以符合高速标准。